# Huelga de Homestead

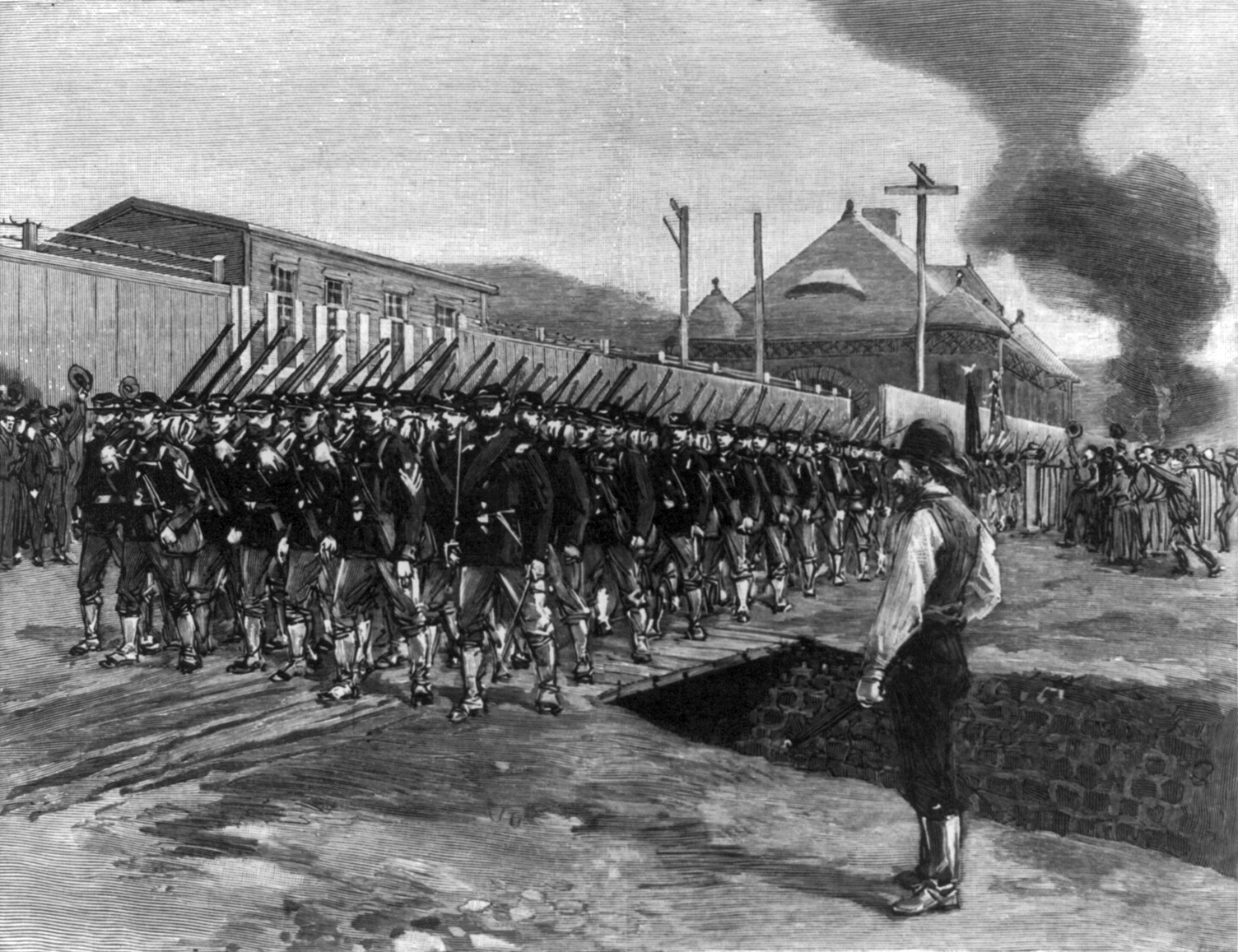
El 18º regimiento de Pensilvania aproximándose a Homestead para combatir frente a los huelguistas, dibujo de Thure de Thulstrup.

La Huelga de Homestead fue un cierre patronal y una rebelión obrera acaecida en la fábrica de acero de Homestead, en el estado de Pensilvania, la mañana del 30 de junio de 1892. La huelga alcanzó su punto álgido el 6 de julio, cuando Henry Clay Frick, magnate y uno de los propietarios de la Carnegie Steel Company, contrató a la Agencia Nacional de Detectives Pinkerton para detener la huelga. La batalla fue uno de los conflictos más graves dentro de la historia laboral de los Estados Unidos, tan solo por detrás de la Masacre de Ludlow en Colorado y la Batalla de la Montaña de Blair en Virginia Occidental. 

## Antecedentes
Carnegie Steel Company hizo importantes innovaciones industriales en la década de 1880, especialmente con la instalación de un horno de reverbero en la fábrica de Homestead. Gracias al nuevo sistema de producción fue posible la fabricación de vigas estructurales de acero y planchas de blindaje adecuadas para la Armada de los Estados Unidos, que pagaba grandes precios a la compañía para fabricar navíos. Debido a la gran demanda que exigía la marina estadounidense, la compañía se vio obligada a instalar máquinas automatizadas para acelerar aún más el trabajo, mejorando la producción y permitiendo generar una mayor cantidad de acero para su posterior exportación a los puertos de Baltimore y Boston.
A medida que se instalaban grúas, montacargas y carretillas elevadoras, la fuerza de trabajo dentro de la fábrica iba creciendo, uniéndose a la compañía miles de trabajadores, la mayoría no cualificados. En respuesta a la llegada masiva de empleados sin experiencia alguna, los miembros de los sindicatos decidieron convocar una huelga diseñada para proteger su posición histórica.

## La Unión

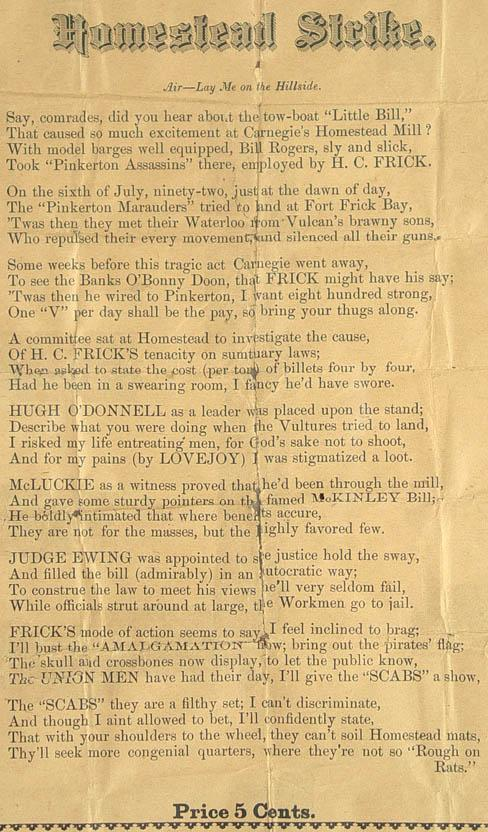
Panfleto a favor de La Unión con la letra de una canción a favor de los trabajadores.

La Amalgamated Association of Iron and Steel Workers, conocida por sus iniciales AA o simplemente como "La Unión", fue un sindicato estadounidense formado en 1876, encargado de representar a los trabajadores más cualificados de hierro y acero de todos los Estados Unidos.
La membresía de la AA se concentró en las fábricas de acero al oeste de los montes de Allegheny. El sindicato se encargó de negociar escalas salariales nacionales de carácter uniforme sobre una base anual; ayudó a regular los niveles, condiciones y horas de trabajo, y también actuó como un centro de contratación, para ayudar a los trabajadores a encontrar trabajo en el campo del pudelaje y de la laminación.
La AA organizó en 1881 el sindicato independiente Pittsburgh Bessemer Steel Works, asentado en la ciudad de Homestead. La AA ya había participado en una huelga convocada en Homestead el 1 de enero de 1882, en un esfuerzo por abolir la gestión de contratos de perro amarillo entre todos los trabajadores de la fábrica. La violencia se produjo en ambos lados, y hubo numerosos esquiroles comprados por la compañía para detener la huelga, la cual concluyó el 20 de marzo.
La organización volvió a tomar la planta de acero el 1 de julio de 1889, cuando las negociaciones para un nuevo convenio colectivo de tres años fracasaron. Los huelguistas tomaron la ciudad de Homestead y expulsaron a diversos grupos de inmigrantes y esquiroles el 10 de julio. Cuando el sheriff de la ciudad regresó junto a 125 agentes más, los manifestantes contaban con el respaldo de cerca de 5.000 habitantes del pueblo. A pesar de la victoria de la AA, el sindicato aceptó significativos recortes salariales que dejaron las tasas de tonelaje en un porcentaje inferior al de la cercana compañía Jones and Laughlin Steel Company, la cual carecía mejoras industriales en comparación con la Carnegie Steel Company.
Por su parte, la AA obtuvo grandes ganancias después de la huelga de 1889. El número de miembros de la organización se duplicó, y el dinero que manejaba la AA alcanzó los 146.000 $, tensando las relaciones entre los trabajadores y directivos de la organización.

## Preparación de la huelga
La huelga de Homestead fue organizada con un único propósito; ser un punto de inflexión dentro de las relaciones laborales en los Estados Unidos y marcar una nueva etapa en la era moderna. La huelga de la AA en la fábrica de Homestead en 1892 era diferente de anteriores huelgas a gran escala en la historia de Estados Unidos, tales como la Gran huelga ferroviaria de 1877 o la huelga del ferrocarril gran sudoeste de 1886, pues estas se habían formado de manera desorganizadas y sin líderes dentro de los trabajadores.

### Planes de Carnegie y Frick

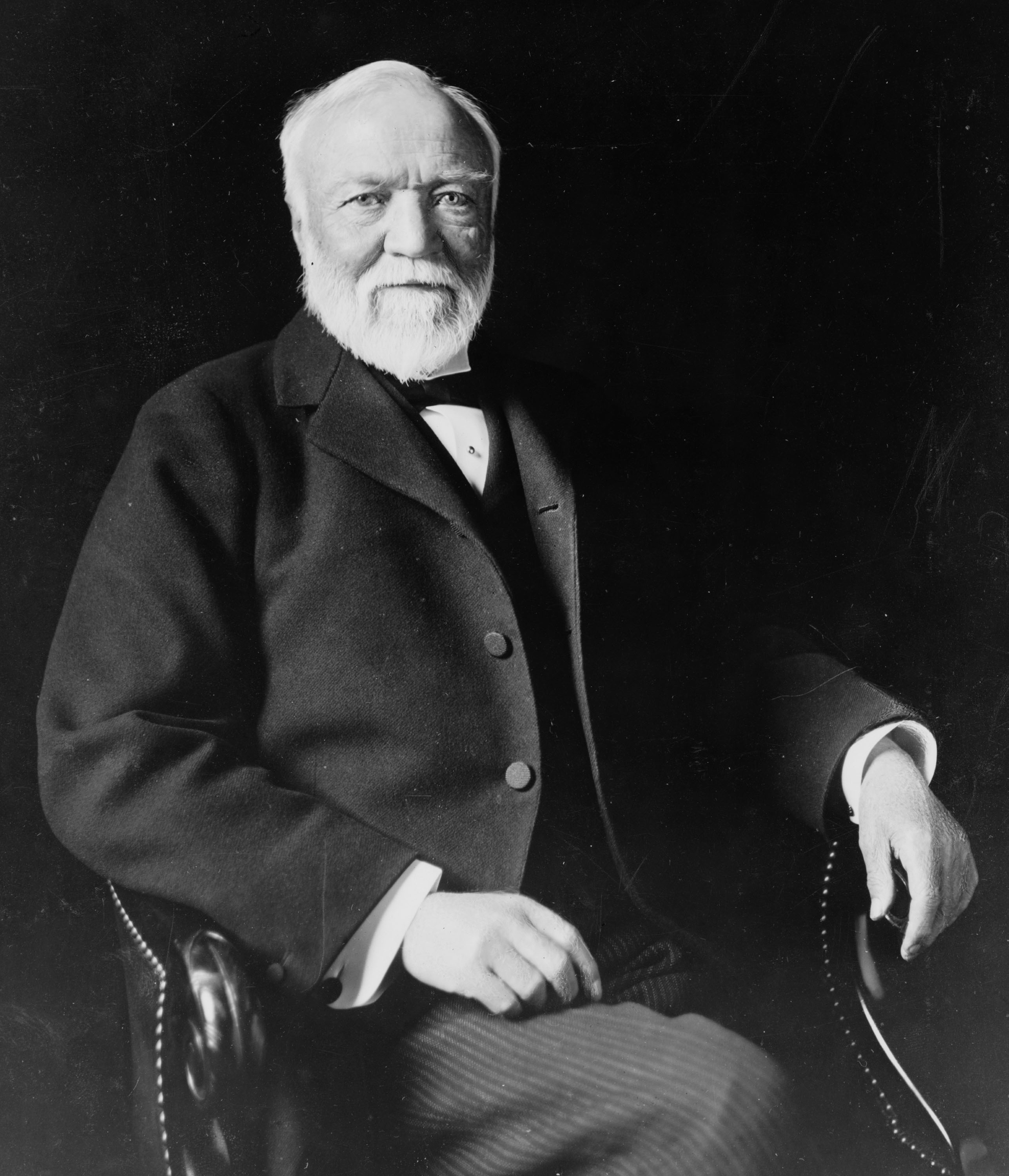
Andrew Carnegie.

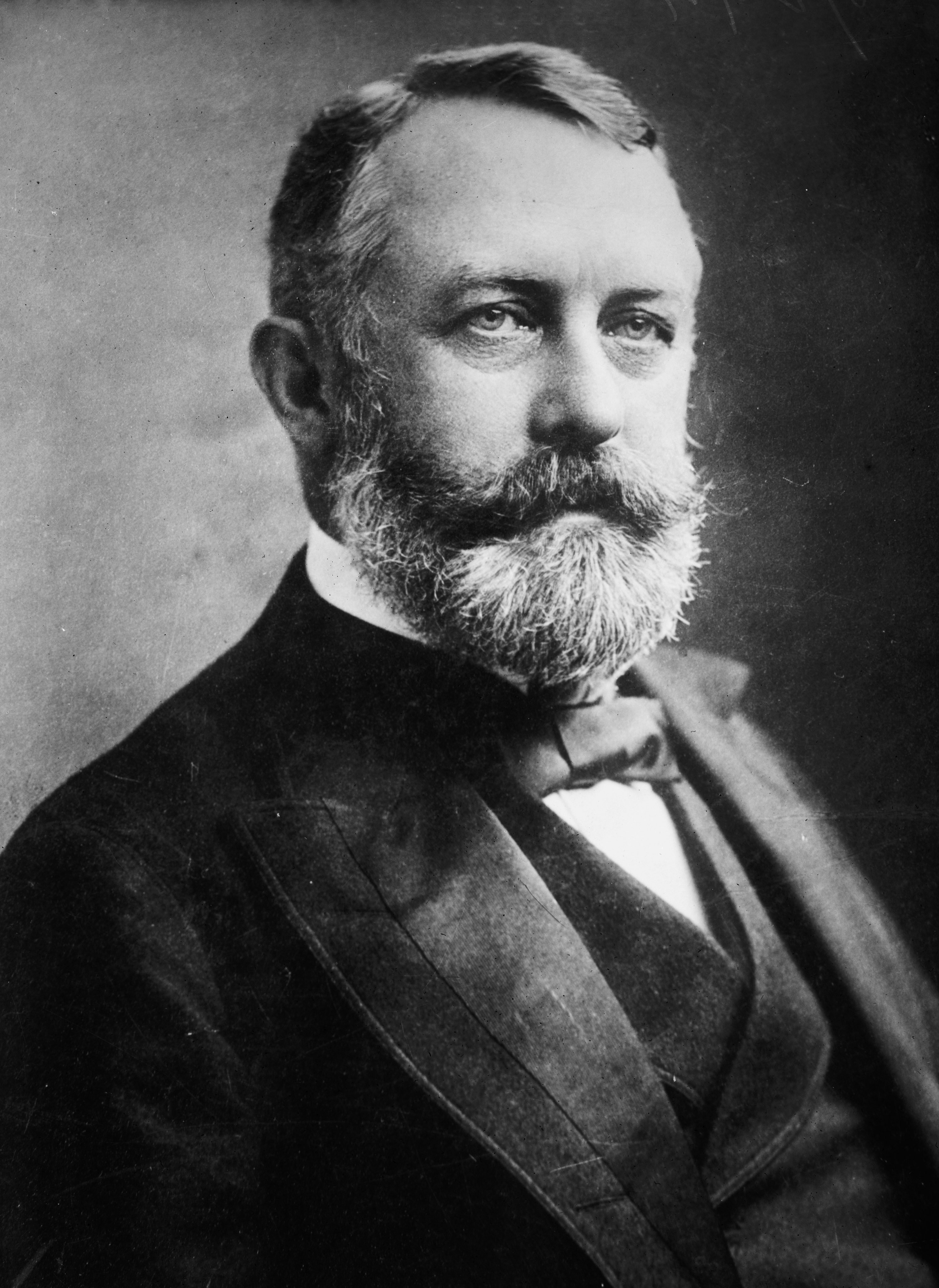
Henry Clay Frick.

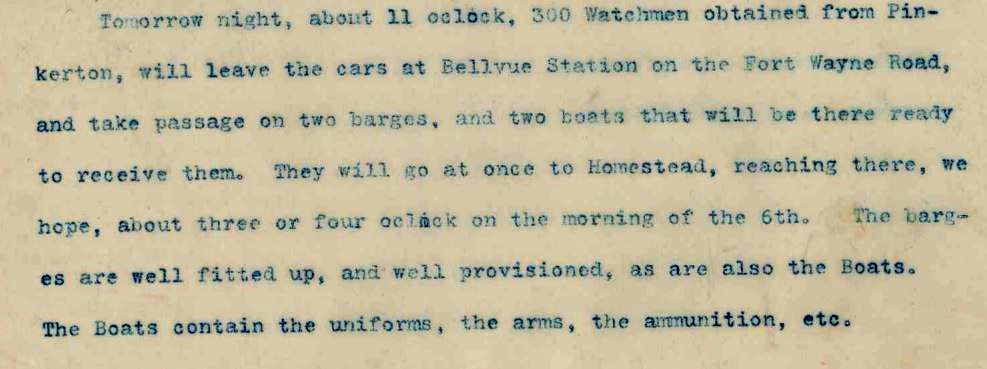
Parte de la copia mecanografiada y firmada de la carta enviada a Andrew Carnegie describiendo los planes y municiones que estarán en las barcazas cuando los Pinkertons lleguen para enfrentar a los huelguistas en Homestead

Andrew Carnegie colocó a Henry Clay Frick al cargo de las operaciones de su compañía en 1881. Frick quería detener la presencia de La Unión en las fábricas; "Los trabajadores nunca han sido capaces de llegar al producto al que se les debe, a causa de ser frenados por los hombres de La Unión", se quejó en una carta a Carnegie.
En público, Carnegie condenó el uso de esquiroles y le dijo a los asociados que ninguna fábrica de acero era digna de derramar ni una sola gota de sangre. Sin embargo, apoyó la idea de Frick de destruir La Unión y "reorganizar todo el asunto".
El 30 de junio de 1892, Frick y los líderes de la AA entraron en negociaciones. Los miembros de La Unión exigieron un aumento salarial; Frick respondió inmediatamente con una disminución del 22% del salario que afectaría a casi la mitad de los miembros del sindicato y destituyó de sus posiciones a varios miembros de la AA que trabajaban en su fábrica. Carnegie animó Frick utilizar las negociaciones para disolver La Unión, puesto que Carnegie creía que la AA era un obstáculo para la eficacia. También despidió a un gran número de empleados, admitiendo a un reducido número de trabajadores que hicieron de la Carnegie Steel Company una organización elitista.

### Inicio de la huelga
Frick anunció el 30 de abril de 1892 que entablaría negociaciones con los manifestantes. El 4 de mayo detuvo las negociaciones con los sindicalistas de la AA y la tarde del 28 de junio aisló a los empleados miembros de la AA del resto de planta, instalando una valla con alambre de púas, torres de vigilancia y cañones de agua a alta presión.
Los huelguistas se aseguraron de mantener la planta cerrada, usando varios botes para patrullar el río Monongahela, que corría a lo largo de la fábrica. Los hombres se dividieron en unidades militares a lo largo de las líneas, estableciendo turnos de 24 horas para repeler los posibles ataques por parte de los altos funcionarios de la compañía. Se alzaron piquetes por toda la fábrica y la ciudad, y pronto adquirieron el respaldo de los habitantes. Los trabajadores examinaban transbordadores y trenes, expulsando a los extranjeros fuera de los límites de Homestead. Se establecieron comunicaciones telegráficas entre la AA y los huelguistas, y permitieron la entrada de ciertos reporteros y periodistas a la ciudad, asegurándose de que no eran espías enviados por Carnegie Steel Company.

### Batalla del 9 de julio

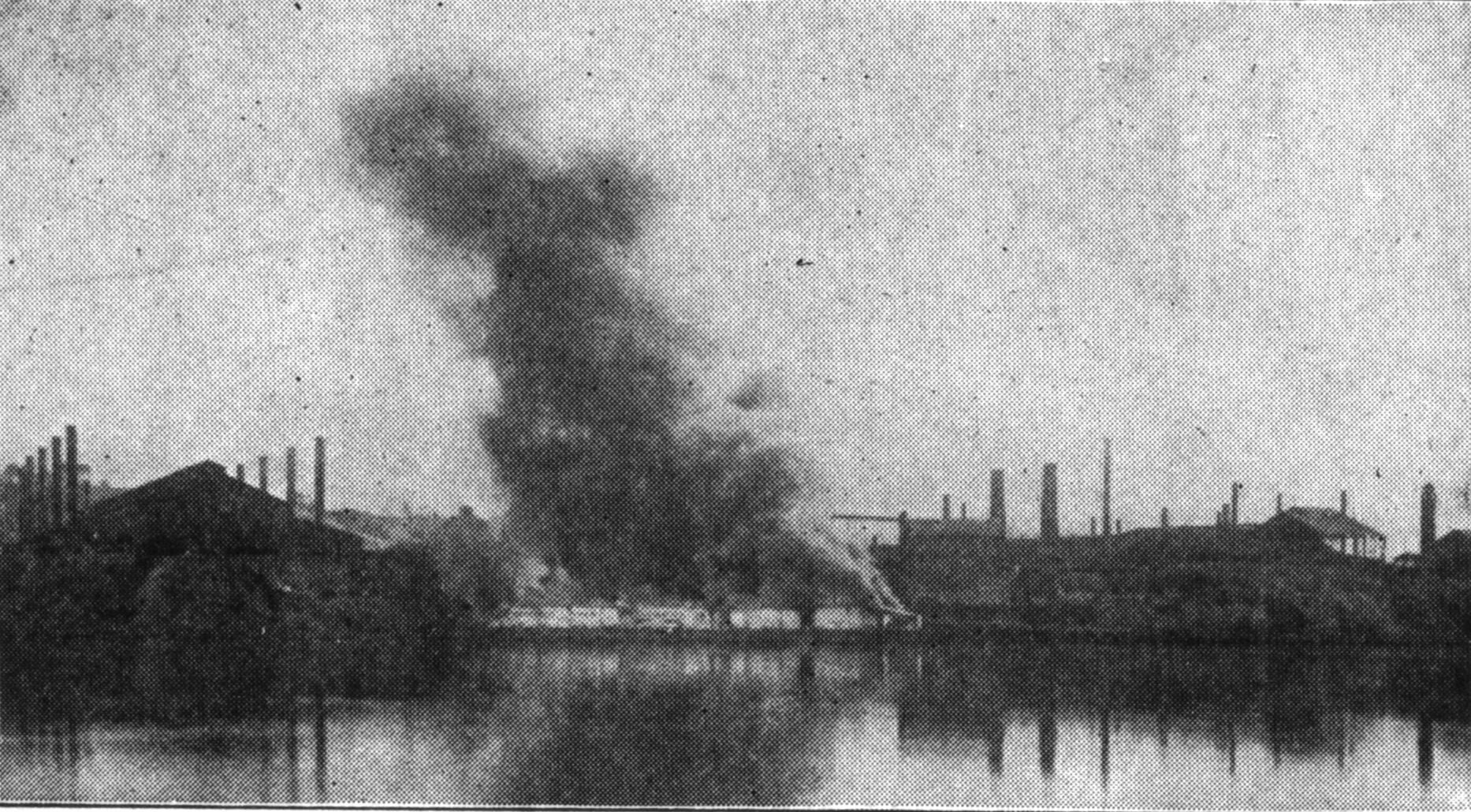
Quema de las barcazas de Pinkerton.

La intención de Frick era reabrir la fábrica con los hombres no sindicalizados el 6 de julio. Philander C. Knox, director del Banco Nacional de Comercio junto a Andrew William Mellon y Frick, ideó un plan para que los miembros de la Agencia Nacional de Detectives Pinkerton entraran dentro del perímetro; agrupar a todos los trabajadores en huelga cerca de la entrada, permitiendo el acceso de los agentes a la planta mediante el río. Trescientos agentes de la Agencia Pinkerton se montaron en dos gabarras amarradas a cinco millas al sur de Pittsburgh, en el río Ohio. Se les dotó de rifles Winchester para ejecutar la operación.
Los huelguistas se habían estado preparando para la llegada de los Pinkerton, enviando una pequeña flotilla que fue río abajo para sorprender a los agentes enviados por Frick. Los manifestantes dispararon al azar hacia las barcazas, pretendiendo alejar a los mercenarios. Inmediatamente remontaron el río para alertar a los demás huelguistas de la llegada de los agentes, dando tiempo a movilizar a la mayor parte de la población de Homestead, entre ellos hombres, mujeres y niños.
Mientras se sucedieron los disparos, los manifestantes, respaldados por la población, comenzaron a lanzar piedras contra las barcazas. Hay diversas versiones sobre quien disparó primero; John T. McCurry, agente de Pinkerton y uno de los heridos de la batalla, declaró que "Los trabajadores abrieron fuego contra los detectives, y no fue hasta que tres de los hombres de Pinkerton habían caído cuando comenzaron a disparar. Estoy dispuesto a jurar que los trabajadores dispararon en primer lugar, y que los hombres de Pinkerton no dispararon hasta que algunos de ellos fueron heridos".
No obstante, The New York Times culpaba a Pinkerton de disparar primero. Se basan en el testimonio de William Foy, el primer trabajador herido. Independientemente de qué lado abrió fuego primero, las dos primeras personas heridas fueron Frederick Heinde, capitán de los Pinkerton, y William Foy. La batalla se prolongó durante diez minutos, acabando con la vida de dos agentes de Pinkerton e hiriendo a otros once. Los manifestantes sufrieron el mismo número de bajas, aunque con un herido más.
En torno a las cinco de la mañana, los agentes de Pinkerton extrajeron una bandera blanca y se rindieron ante los obreros insurrectos. Todos los mercenarios fueron llevados a tierra por los manifestantes, mientras éstos les seguían tirando arena, tierra y piedras. Les despojaron de los rifles Winchester y acto seguido quemaron las barcazas.

### Colapso de la huelga

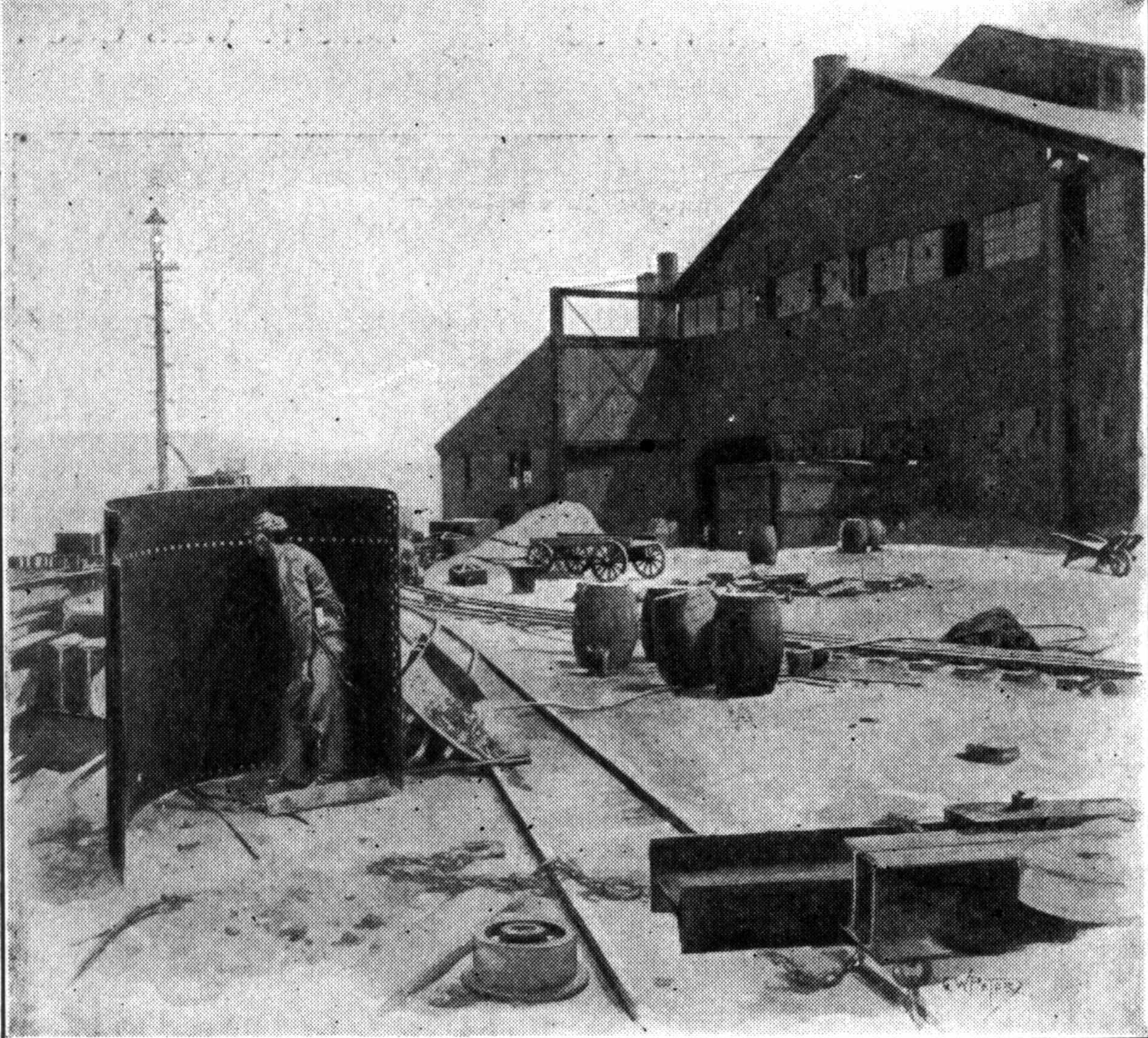
Trabajador de la fábrica ocultándose de los agentes de Pinkerton el 6 de julio.

El 7 de julio, los principales dirigentes de la huelga enviaron un telegrama al Gobernador Pattison indicando que habían instaurado el orden y la ley en Homestead. No obstante, el gobernador habló con La Unión para tomar la ciudad, enviando cerca de cuatro mil soldados provenientes de Harrisburg.
El objetivo era capturar Homestead sin utilizar la fuerza, temiendo que ocurriese una masacre. El comandante George R. Snowden del 18º regimiento de infantería de Pensilvania fue recibido por Hugh O'Donnell, jefe del comité de huelga del sindicato. Veinte minutos después, toda la planta estaba rodeada por seis mil hombres, que lograron reabrir parcialmente la fábrica. Cerca de seis manifestantes terminaron heridos. Pocos días después, Frick contrató a nuevos empleados, muchos de ellos negros. Esto desembocó en una guerra racial producida el 22 de julio de 1892.
Pese a que la huelga estaba a punto que concluir dentro de la fábrica, la ley marcial se había apoderado de Homestead. Mientras tanto en Nueva York, el anarquista Alexander Berkman y su pareja Emma Goldman planeaban un complot para asesinar a Henry Clay Frick. El 23 de julio, Berkman entró en la oficina de Frick y le disparó en dos ocasiones en el cuello, aunque la intervención del vicepresidente de Carnegie Steel Company John G. Alexander Leishman evitó un tercer disparo que pudo acabar con la vida de Henry Frick. Sorprendentemente, Frick consiguió sobrevivir, y Berkman fue condenado a 22 años de cárcel.
Cuando Hugh O'Donnell recibió la noticia, fue consciente de la escala global que había adquirido la huelga. El intento de asesinato perpetrado por Berkman provocó el colapso de esta, por lo que el 12 de agosto se retiró como presidente del consejo sindical y propuso volver a trabajar en la fábrica, cobrando el sueldo más bajo con tal de retomar sus antiguos puestos de trabajo. Tras realizarse una votación en donde hubo un sí absoluto, más de 1.700 trabajadores abandonaron la huelga y regresaron a sus empleos en la fábrica. La huelga había fracasado y La Unión se había derrumbado.